# Ацетилацетонат таллия(I)
Ацетилацетона́т та́ллия(I) — органическое вещество, хелатное соединение металла таллия с формулой Tl(С5H7O2). При нормальных условиях представляет собой белые кристаллы, гидролизуется водой.

## Получение
- Реакция ацетилацетона с гидроксидом таллия(I):

{\displaystyle {\mathsf {C_{5}H_{8}O_{2}+TlOH\ {\xrightarrow {C_{2}H_{5}OH}}\ TlC_{5}H_{7}O_{2}+H_{2}O}}}

## Свойства
Ацетилацетонат таллия(I) образует белые кристаллы, хорошо растворяется в бензоле и гидролизуется водой.